# 141 Dywizja Rezerwowa (III Rzesza)
141 Dywizja Rezerwowa (niem. 141. Reserve-Division) – niemiecka dywizja piechoty z czasów II wojny światowej. Dywizja została sformowana 26 sierpnia 1939 roku jako Kommandeur der Ersatztruppen I (pl. Grupa Dowodzenia Rezerwowego I), dowództwo 141 dywizji znajdowało się w mieście Insterburg. Początkowo była to jednostka zapasowa, w jej skład wchodziły: 1., 21., 206., i 491. zapasowe pułki piechoty, 1. zapasowy pułk artylerii, zapasowe bataliony łączności, kierowców i batalion inżynieryjny.
13 listopada 1939 r. jednostka została przemianowana na 151. Dywizję (niem. 151. Division). 8 grudnia otrzymała nazwę 141 Dywizja (Division Nr. 141). We wrześniu 1940 dywizja została przeniesiona z Prus Wschodnich do Czech, stacjonując w protektoracie Czech i Moraw.
Po rozpoczęciu kampanii rosyjskiej — 15 lipca 1941 roku — dywizja została ponownie przeniesiona do Insterburgu (Czerniachowska). 
W 1942 roku została przemianowana na 141 Dywizję Rezerwową. Swoją nazwę dywizja utrzymała do 20 lutego 1944 roku kiedy oficjalnie została rozwiązana, a jej żołnierzy wykorzystano do formowania nowych jednostek.
Większość służących w niej żołnierzy została później przeniesiona do 68 Dywizji Piechoty.

## Skład (1944)
- 1. rezerwowy pułk grenadierów
- 61. rezerwowy pułk grenadierów
- 206. rezerwowy pułk grenadierów
- 11. rezerwowy batalion artylerii
- 1. rezerwowy batalion inżynieryjny

## Dowódcy
- Generalleutnant Ulrich von Waldow – grudzień 1939 – kwiecień 1942
- Generalleutnant Heinz Hellmich – kwiecień 1942 – grudzień 1942
- Generalleutnant Otto Schönherr – grudzień 1942 – luty 1944

## Szlak operacyjny
- Prusy Wschodnie – grudzień 1939 – wrzesień 1940
- Czechy – wrzesień 1940 – lipiec 1941
- Niemcy – lipiec 1941 – wrzesień 1942
- Front Wschodni – wrzesień 1942 – luty 1944